# Antheraea frithi
Espèce
Antheraea frithi est une espèce de grands lépidoptères nocturnes dont la taille peut atteindre une envergure de 10 à 15 cm. Elle se rencontre dans les hautes montagnes en Chine, dans la péninsule indochinoise et une partie de l'Indonésie, ainsi que dans le nord de l'Inde.
Ce papillon se caractérise par un grand ocelle sur chacune des ailes qui a pour but d'effrayer les prédateurs. Le mâle se distingue par ses antennes plumeuses et sa couleur rouge brique. Sa première paire d'ailes possède un bord incurvé d'une manière fort originale.
Le corps de cette espèce est important avec une tête minuscule. L'adulte n'a pas de système digestif fonctionnel, car il vit peu de temps et uniquement sur des réserves accumulées par la chenille. Celle-ci est verte, épaisse et charnue. Elle se nourrit de feuilles d'arbres, surtout du genre Shorea. Elle forme sa chrysalide dans une enveloppe de soie.

## Habitat
Cette espèce vit dans les forêts d'altitude, jusque dans les hauteurs de l'Himalaya, du Népal à la Chine en passant par l'Indochine, une partie de l'Indonésie, Bornéo et Java.